# Новоселедебный
Новоселедебный — деревня в Медвенском районе Курской области России. Входит в состав Китаевского сельсовета.

## География
Деревня находится на юге центральной части Курской области, в пределах Среднерусской возвышенности, в лесостепной зоне, на левом берегу реки Полной, юго-западнее хутора Полный, на расстоянии примерно 26 километров (по прямой) к северо-востоку от Медвенки, административного центра района. Абсолютная высота — 169 метров над уровнем моря.

### Климат
Климат характеризуется как умеренно континентальный, с тёплым летом и умеренно холодной зимой. Среднегодовая температура воздуха — 5,5 °C. Абсолютный минимум температуры воздуха самого холодного месяца (января) составляет −37 °C; абсолютный максимум самого тёплого месяца (июля) — 35 °C. Безморозный период длится около 151 дня в году. Среднегодовое количество атмосферных осадков составляет 587 мм, из которых большая часть выпадает в тёплый период.

### Часовой пояс
Деревня Новоселедебный, как и вся Курская область, находится в часовой зоне МСК (московское время). Смещение применяемого времени относительно UTC составляет +3:00.

## История
До революции - хутор Новоселедебный, входил в состав Колоденской волости Курского уезда Курской губернии. Носители тех же фамилий жили в соседнем хуторе Полный. Часть жителей в 1880-е гг. переселилась в Барнаульский уезд в Сибири.

## Население
| 2002 | 2010 |
| ---- | ---- |
| 20   | ↘8   |

### Половой состав
По данным Всероссийской переписи населения 2010 года в половой структуре населения мужчины составляли 75 %, женщины — соответственно 25 %.

### Национальный состав
Согласно результатам переписи 2002 года, в национальной структуре населения русские составляли 70 %, армяне — 30 %.

## Инфраструктура
Личное подсобное хозяйство. В деревне 14 домов.

## Транспорт
Новоселедебный находится в 24 км от автодороги федерального значения М2 «Крым» (часть европейского маршрута E 105), в 2,5 км от автодороги межмуниципального значения 38Н-236 (М-2 «Крым» — Полевая), при автодороге 38Н-237 (М-2 «Крым» — Полный — 38Н-236), в 8,5 км от ближайшей ж/д станции Полевая (линия Клюква — Белгород).
В 100 км от аэропорта имени В. Г. Шухова (недалеко от Белгорода).